# Cambridge (Wisconsin)
Cambridge – wieś w Stanach Zjednoczonych, w stanie Wisconsin, w hrabstwie Dane.